# Ichthyurus tanganyikanus
Ichthyurus tanganyikanus es una especie de coleóptero de la familia Cantharidae. Habita en la República Democrática del Congo.